# Henryk Kułakowski

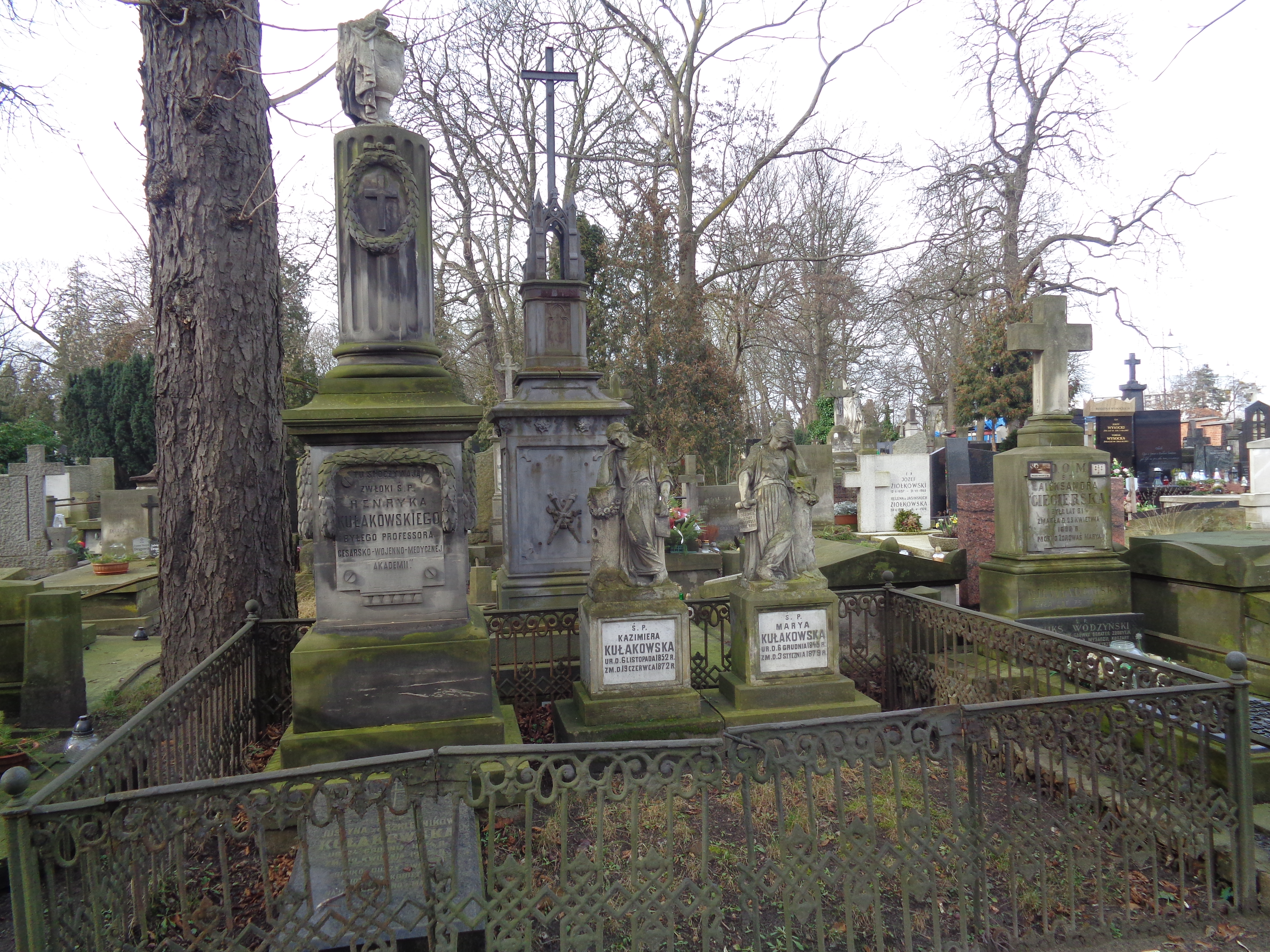
Grób Henryka Kułakowskiego na Cmentarzu Powązkowskim

Henryk Kułakowski (ur. w styczniu 1808 w powiecie słuckim, zm. 7 lutego 1890 w Warszawie) – polski lekarz  i farmakolog.
Syn Kazimierza i Zuzanny z Borsuków, pochodził z Kułakowskich herbu Kościesza, litewskiej rodziny szlacheckiej. W 1825 ukończył z wyróżnieniem gimnazjum w Mińsku. W tym samym roku rozpoczął studia matematyczne na Uniwersytecie Wileńskim, jednakże już w 1826 przeniósł się na prawo, które ukończył w 1828. Następnie podjął studia medyczne na Cesarskiej Wileńskiej Akademii Medyko-Chirurgicznej. Ukończywszy je w 1837 podjął pracę jako prosektor oraz asystent w klinice Jędrzeja Śniadeckiego. Pod koniec życia Śniadeckiego (zm. 1838), zebrał i przygotował do publikacji jego prace. W 1842 uzyskał doktorat. Po zamknięciu Akademii w Wilnie, Kułakowski przeniósł się do Petersburga, gdzie podjął pracę jako asystent w klinice Józefa Mianowskiego oraz początkowo jako inspektor w Akademii Medyko-Chirurgicznej. Od 1849 profesor nadzwyczajny, od 1852 profesor zwyczajny, wykładał farmakologię, prowadził klinikę chorób skórnych. W 1867 przeszedł na emeryturę, jednakże aż do 1886 pracował jako główny lekarz Głównego Towarzystwa Rosyjskich Dróg Żelaznych. Zmarł w 1890 w Warszawie. Pochowany na Cmentarzu Powązkowskim w Warszawie (kwatera 29 wprost-1-9).
Prowadził ograniczoną działalność naukową i popularyzatorską. Od 1842 członek Wileńskiego Towarzystwa Lekarskiego. Zainteresowany sporami dot. witalizmu, przedstawił poglądy Śniadeckiego w tym zakresie. Autor kompendium farmakologicznego dla studentów.